# 333 Market Street
333 Market Street es un rascacielos de oficinas en Market Street entre Fremont y Beale el Distrito Financiero de la ciudad de San Francisco, en el estado de California (Estados Unidos). La torre de 144 m (m) y 33 pisos fue diseñada por Gin Wong Associates y se completó en 1979.

## Descripción
El vestíbulo de mármol travertino se abre a una plaza ajardinada pavimentada con granito rosa. La fachada presenta columnas verticales de hormigón prefabricado en forma de diamante, ventanas de  solar bronze y parteluces de aluminio anodizado.